# 젊은 항성체
젊은 항성체(Young Stellar Object, 줄여서, YSO)는 진화의 초기 단계에 있는 항성을 말한다. 이 단계에 있는 항성은 크게 두 가지로 분류되는데, 첫째는 원시별이며 둘째는 전주계열성이다. 혹은 질량에 따라 세 가지로 분류할 때도 있는데, 무거운 YSO(MYSO), 중간질량 YSO, 갈색 왜성으로 나눈다.
젊은 항성체는 보통 스펙트럼 에너지 분포(SED)의 기울기에 따라 분류된다. 1984년 라다 C. J와 윌킹 B. A가 이 개념을 처음 도입했다. 이들은 분광지수 {\displaystyle \alpha \,}의 간격에 따라 3단계의 유형 I, II, III를 만들어 냈다. 여기서 분광지수 {\displaystyle \alpha \,}의 값은 다음과 같이 표현할 수 있다.
{\displaystyle \alpha ={\frac {d\log(\nu F_{\nu })}{d\log(\nu )}}}
여기서 {\displaystyle \nu \,}는 주파수이며, {\displaystyle F_{\nu }}는 플럭스 밀도이다.
{\displaystyle \alpha \,} 값은 2.2 - 10 {\displaystyle {\mu }m}(근적외선 영역) 파장 구간에서 산출된다. 1994년 레이터 그린은 앞의 3단계 유형에 추가로 평탄 스펙트럼을 추가했다. 1993년 안드레는 1밀리미터 미만의 강한 방출선 현상을 보이지만 {\displaystyle {\lambda }<10{\mu }m} 파장 구간에서는 방출선이 희미한, 새로운 유형 0를 발견했다.
- 0형 : {\displaystyle {\lambda }<10{\mu }m}에서 검출 불가.
- I형 : {\displaystyle {\alpha }>0.3}으로, 강착 단계.
- 평탄 스펙트럼 : {\displaystyle 0.3>{\alpha }>-0.3}
- II형 : {\displaystyle -0.3>{\alpha }>-1.6}
- III형 : {\displaystyle {\alpha }<-1.6}

이상의 다섯 가지 유형들은 대체로 한 항성의 진화 과정과 유사하다. 보통 성운 속에 가장 깊숙이 위치하는 0형 물질들은 별주위 외피층을 씻어 내면서 I형으로 진화하는 것으로 알려져 있다. I형 물질은 종국적으로 항성탄생선에서 전주계열성이 되면서 가시광선 빛을 발산하며, 사람의 눈에 보이게 된다.
YSO에서는 항성 진화의 초기 상태에서 보이는 현상들이 일어나는데, 대표적인 것들로 별주위 제트, 쌍극분출류, 천체물리학적 메이저, 허빅-아로 천체, 원시행성계원반 등이 있다.

## 같이 보기
- 보크 구상체